# The Trump Organization
The Trump Organization (tidligere Elizabeth Trump & Son) er et amerikansk selskab med virksomhed indenfor entreprise, ejendomsudvikling, hotel- og restaurationsdrift, detailhandel og e-handel. Hovedkontoret er Trump Tower på Manhattan i New York. Selskabet fungerer som det centrale holdingselskab for Donald Trumps forretningsvirksomhed, aktiver og investeringer. Det ejes i sin helhed af Donald Trump og tre af hans ældste børn – Donald Trump, Jr., Ivanka Trump og Eric Trump.